# AnnaGrace

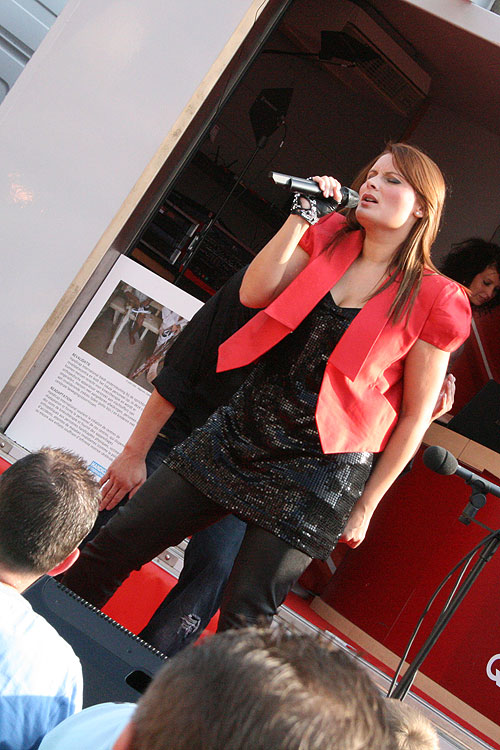
AnnaGrace actuando en Hasselt, Bélgica.

AnnaGrace fue un proyecto musical belga de progressive house, electro house y deep house liderado por la cantante belga Annemie Coenen (excantante de Ian Van Dahl) y producido por el DJ y productor Peter Luts. El proyecto alcanzó el éxito por primera vez en 2008 con los exitosos sencillos You Make Me Feel, Let The Feelings Go, Love Keeps Calling y el álbum debut de AnnaGrace de 2010 Ready To Dare.

## Historia
Después de la ruptura de Ian Van Dahl, Coenen se asoció con Luts en 2008. Los dos decidieron formar su propio proyecto llamado AnnaGrace. Se apartaron de las raíces del trance vocal de su anterior proyecto y comenzaron a producir música house progresiva, electro house y deep house.

## Discografía

### Álbumes
- Ready To Dare (2010)

Lista de canciones:
1. "Ready To Dare" - 1:46
2. "Let The Feelings Go" - 3:41
3. "Celebration" - 3:21
4. "Don't Let Go" - 4:05
5. "You Do Want Me" - 4:05
6. "Should Have Known Better" - 5:23
7. "Love Keeps Calling" - 3:32
8. "To Be Loved" - 5:28
9. "No More" - 3:34
10. 2Beat Of My Heart" - 3:37
11. "Paradise" - 4:07
12. "You Make Me Feel" - 3:08

### Singles
| Año  | Título                  | Posiciones en los charts | Posiciones en los charts | Posiciones en los charts | Posiciones en los charts | Posiciones en los charts | Posiciones en los charts | Posiciones en los charts | Posiciones en los charts | Posiciones en los charts | Posiciones en los charts | Posiciones en los charts | Álbum         |
| Año  | Título                  | BEL                      | BDC*                     | R.U.                     | IRL                      | DIN                      | ALE                      | HOL                      | FIN                      | EUR                      | EUA                      | EUA Dance                | Álbum         |
| ---- | ----------------------- | ------------------------ | ------------------------ | ------------------------ | ------------------------ | ------------------------ | ------------------------ | ------------------------ | ------------------------ | ------------------------ | ------------------------ | ------------------------ | ------------- |
| 2008 | "You Make Me Feel"      | 35                       | 1                        | -                        | -                        | -                        | -                        | -                        | -                        | -                        | -                        | 1                        | Ready To Dare |
| 2009 | "Let The Feelings Go"   | 5                        | 1                        | -                        | -                        |                          |                          | 26                       |                          | -                        | -                        | 1                        | Ready To Dare |
| 2009 | "Love Keeps Calling"    | -                        | -                        | -                        | -                        | -                        | -                        | 29                       | -                        | -                        | -                        | -                        | Ready To Dare |
| 2010 | "Celebration"           | 21                       | 5                        | -                        | -                        | -                        | -                        | 85                       | -                        | -                        | -                        | -                        | Ready To Dare |
| 2010 | "Don't Let Go"          | 26                       | 18                       | -                        | -                        | -                        | -                        | -                        | -                        | -                        | -                        |                          | Ready To Dare |
| 2012 | "Ready To Fall In Love" | 7                        | 32                       | -                        | -                        | -                        | -                        | -                        | -                        | -                        | -                        | -                        | -             |
| 2012 | "Alive"                 | 86                       | -                        | -                        | -                        | -                        | -                        | -                        | -                        | -                        | -                        | -                        | -             |
| 2013 | "Girls Like Dancing"    | 26                       | -                        | -                        | -                        | -                        | -                        | -                        | -                        | -                        | -                        | -                        | -             |

- (*) Belgian Dance Chart
- (-) No fue lanzado / no entró en el chart